# جیمز بوون (نویسنده)
جیمز آنتونی بووِن (به انگلیسی: James Anthony Bowen)؛ (زاده ۱۵ مارس ۱۹۷۹ در ساری) نویسنده انگلیسی ساکن لندن است. کتاب‌های او دربارهٔ زندگی با یک گربه، از بهترین کتاب‌های فروش‌رفته در جهان هستند. او هم‌اکنون زندگی خود را وقف کمک به مردمان بی‌خانمان، بی‌سواد، حیوانات می‌کند.

## زندگی
جیمز بوون در مارس ۱۹۷۹ در ساری، انگلستان زاده شد. به دنبال طلاق پدر و مادرش، برای ۳ سال به همراه مادر خود در استرالیا زندگی کرد. به خاطر اینکه همیشه در حال جابجایی بود به سختی برای خود دوستی می‌یافت و در مدرسه، مورد قلدری قرار می‌گرفت. جیمز در سال دوم دبیرستان، مدرسه را رها کرد و به گفته خودش، بچه‌ای بی‌اعتنا و بی‌پروا شد. او بعدها به‌طور مشکوکی مبتلا به اختلال کم‌توجهی - بیش‌فعالی، اسکیزوفرنی، و اختلال دوقطبی تشخیص داده شد.
جیمز بوون در سال ۱۹۹۷ به بریتانیا بازگشت تا با خواهر ناتنی خود و همسر او در لندن زندگی کند. اما چون برنامه‌ریزی‌های او درست پیش نرفتند باعث افزایش تنش در خانه شد. سال بعد، جیمز یا در خیابان‌ها می‌خوابید یا زیر سرپناه‌ها زندگی می‌کرد و بیشتر اوقات از اطرافیان خود می‌ترسید. او برای غلبه بر بی‌خانمانی خود به مصرف هروئین رو آورد.

## آشنایی با باب
در بهار ۲۰۰۷ جیمز در یک برنامه درمان اعتیاد با متادون، نام‌نویسی کرد، در کاونت گاردن موسیقی می‌نواخت، و در یک خانه تحت پشتیبانی برنامه درمان اعتیاد در تاتنهام، لندن زندگی می‌کرد. با فرض اینکه خانه، متعلق به فرد دیگر باشد او به سادگی به خانه خود بازمی‌گشت. یک روز جیمز دید که گربه‌ای برای تمام روز در خانه او است. روز بعدی نیز چنین بود. جیمز نگران گربه شد و دریافت که گربه هیچ نشانی از داشتن صاحب ندارد، خیلی لاغر است، بیماری پوستی دارد، روی صورتش جای خراش است، و روی پایش زخم عفونی است. جیمز از دیگر ساکنان خانه دربارهٔ گربه پرسید. اما کسی چیزی نمی‌دانست؛ بنابراین جیمز تصمیم گرفت به گربه کمک کند.
بر پایه کتاب گربه خیابانی به نام باب، جیمز، گربه را به نزدیک‌ترین کلینیک انجمن پادشاهی پیشگیری از خشونت علیه حیوانات (en) برد. پس از درمان گربه، جیمز او را در خیابان، رها کرد تا گربه برای خود زندگی کند. اما گربه همه‌جا او را همراهی می‌کرد. حتی به دنبال جیمز سوار اتوبوس هم می‌شد. با نگرانی از اینکه گربه جای دیگری برای رفتن ندارد جیمز تصمیم گرفت از گربه برای همیشه نگهداری کند و او را کیلر باب (en) از روی یکی از شخصیت‌های توئین پیکس نامید.

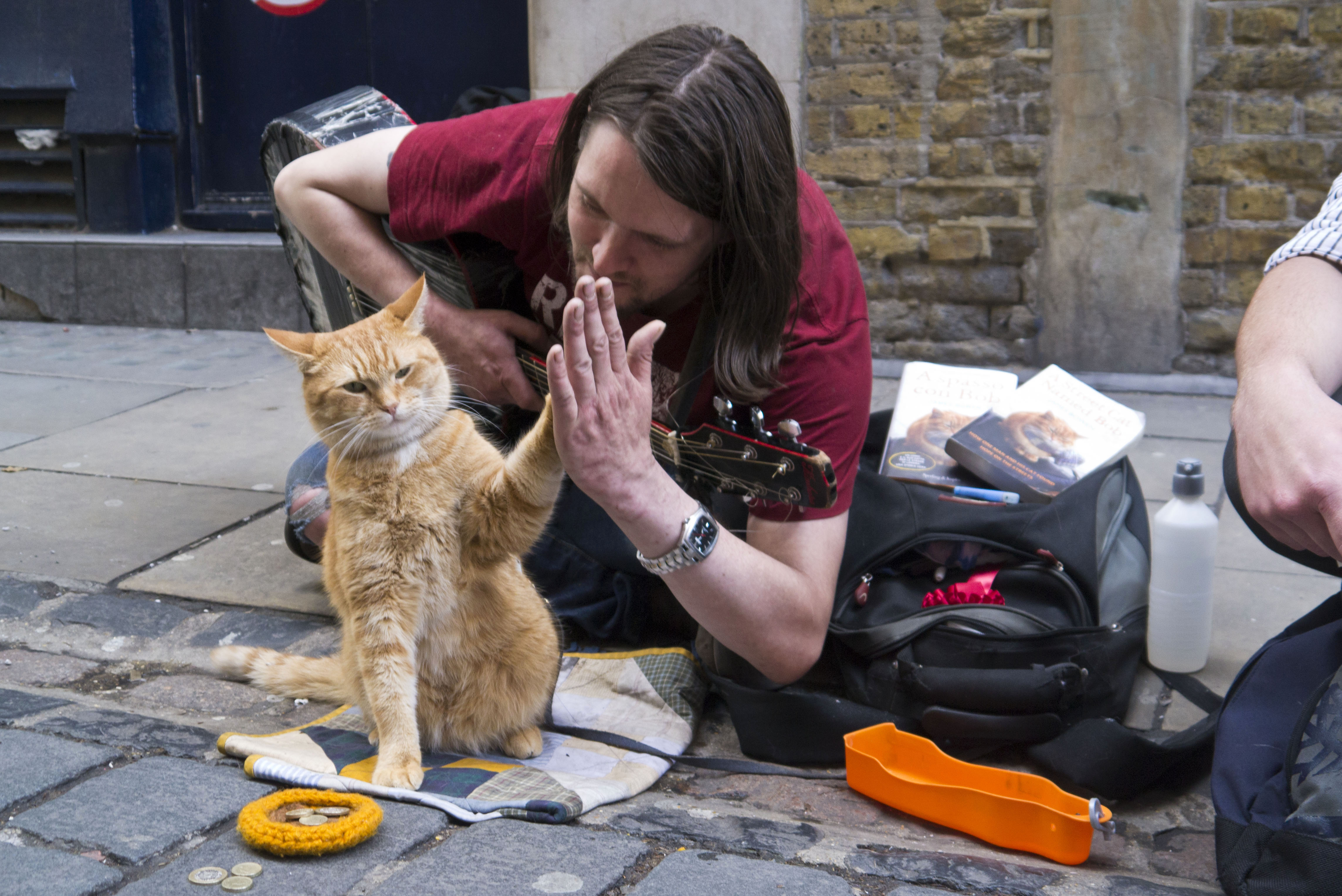
باب گربه خیابانی در هنگام های فایوز دادن به زندگی‌نامه‌نویس رسمی خویش جیمز بوون

از آنجا که باب، همیشه جیمز را در هنگام رفتن به سر کار دنبال می‌کرد جیمز برای ایمنی باب، افساری خرید و او را با خود به کاونت گاردن و پیکدیلی سرکس می‌برد، و او را در صندلی کنار پنجره اتوبوس خط شمار ۷۳ می‌نشاند. واکنش مردم به آنها مثبت بود و هر دو آنها پرآوازه شدند. از هنگامی که جیمز، شروع به فروختن مجله بیگ ایشیو (en) کرد آوازه آنها بیشتر هم شد. مردم ویدیوهای آنها را در یوتیوب بارگذاری می‌کردند و گردشگران به شوق دیدن آنها به کاونت گاردن می‌رفتند. در آن هنگام جیمز تصمیم به پایان درمان با متادون گرفت. او پیشرفت در ترک اعتیاد را به باب نسبت داد و گفت: «من معتقدم این موضوع به خاطر این مرد کوچک است. او پیش من آمد و از من درخواست کمک کرد. بیشتر از آنکه من نیاز داشته باشم که از بدن خودم سوءاستفاده کنم او به من نیاز داشت. او کسی است که من هر روز به خاطرش از خواب بیدار می‌شود. او قطعاً کسی است که به زندگی من جهت می‌دهد».

## مرگ باب
باب در ۱۴ ژوئن ۲۰۲۰ در سن ۱۴ سالگی درگذشت.

## موسیقی
جیمز بوون به غیر از کتاب، ترانه‌های زیادی هم برای باب ساخته و خوانده و سود حاصل از آنرا برای امور خیریه مصرف کرده‌است.

## اقتباس سینمایی
در سال ۲۰۱۶ از زندگی جیمز بوون و باب فیلمی به نام گربه خیابانی به نام باب ساخته شد.
جز این فیلم یک اقتباس سینمایی دیگر از روی این دو کاراکتر معروف و محبوب مردم ساخته شد.
در سال۲۰۲۰ فیلمی به اسم یک هدیه کریسمس از طرف باب ساخته شد